# Варшавская улица (Санкт-Петербург)
Варша́вская улица — крупная магистраль в Московском районе Санкт-Петербурга. Проходит от Соединительной железнодорожной линии до улицы Галстяна параллельно Новоизмайловскому проспекту.

## Описание
Улица была проложена в соответствии с послевоенным планом строительства Ленинграда вдоль линии Варшавской железной дороги, с восточной стороны от путей. Получила своё имя 14 июля 1954 года по названию железной дороги и Варшавского вокзала, на который улица сориентирована. В 1967 году участок железной дороги между станциями Корпусное Шоссе и Шоссейная (Аэропорт) был разобран, и поезда переведены на Балтийскую линию.
Изначально Варшавская улица шла от Корпусного проезда до Южного шоссе (ныне — Краснопутиловская улица).
Почти по всей протяжённости по улице проходит граница округов Новоизмайловское и Пулковский меридиан.
По Генеральному плану планировалось пробить продолжение Варшавской улицы до Парфёновской улицы, выходящей к Обводному каналу. Согласно данным комитета по земельным ресурсам и землеустройству, соответствующая территория будущей трассы была зарезервирована. Однако по факту в 2019—2020 годах ведущаяся жилая застройка промзон у бывшего Варшавского вокзала сформировала тупик, выход из которого к Обводному каналу невозможен.

## Застройка
- Дом № 3: крупный торговый центр «Мебельный континент».

- Дом № 5а, литеры Аб и АВ — дореволюционные здания в кирпичном стиле, прим. 1910 года постройки[3].
- Дом № 11: Ленинградское отделение НИИ связи. В 1985 году в здании была установлена мемориальная доска в память о сотрудниках Ленинградского отделения Научно-исследовательского института связи, погибших на фронте и в блокадном Ленинграде (архитектор Е. П. Линцбах, скульптор Г. П. Постников).
- Дом № 50: Центральное морское конструкторское бюро «Алмаз». При КБ создан музей, экспозиция которого, рассказывает об истории проектирования и развития судостроения, связанной с бюро, начиная с 1934 года. Представлены модели и фотографии кораблей, стенды, рассказывающие о проектах судов противоминной обороны, спасателей, пожарных, доков и прочее.

## Транспорт
На участке между Ленинским проспектом и улицей Галстяна ходят социальные автобусы № 13, 31, 150, 155, 252, 299, 301, а между улицами Краснопутиловской и Галстяна ходит троллейбус № 17. На большей части улицы движения общественного транспорта нет.

## Пересекает следующие улицы
- Корпусной проезд
- Благодатная улица
- Кузнецовская улица
- Бассейная улица
- улица Фрунзе
- улица Победы
- Ленинский проспект
- Краснопутиловская улица